# Fregene
Fregene è una frazione del comune di Fiumicino, nella città metropolitana di Roma Capitale. È un centro balneare situato sulla costa tirrenica, a circa 30 chilometri da Roma.

## Storia
Fregene giunse ad avere una significativa rilevanza in epoca etrusca, come sede di un porto, alla foce del fiume Arrone, e di una importante salina.
La sua memoria venne obliterata, fino a quando cominciarono a svilupparsi nell'area dove anticamente essa sorgeva insediamenti di pescatori. È solo però intorno al 1928, appena terminata la bonifica della zona paludosa detta del Maccarese (nell'immediato entroterra), che Fregene risorse, come centro per residenze estive balneari.
Nell'agosto del 1943, durante la Seconda guerra mondiale, Fregene fu teatro di una oscura vicenda legata alla morte del gerarca fascista Ettore Muti.
Nel 1992 Fregene diviene parte del neo-costituito Comune di Fiumicino, staccatosi da Roma insieme a Focene, Maccarese ed altre zone sul litorale che prima facevano parte del comune di Roma. In questa frazione circoscrizionale, come anche in quelle di Maccarese, Aranova e Palidoro, le schede contrarie alla scissione da Roma furono però più numerose di quelle favorevoli.

## Geografia antropica
Nel 1666 papa Clemente IX dispose la messa a dimora della pineta di Fregene, per la difesa dei campi coltivati dai venti salmastri provenienti dal mare e per drenare i terreni acquitrinosi dell’area.
Urbanisticamente, Fregene appare nettamente distinta in tre aree, che si susseguono in direzione nord-sud lungo l’asse stradale centrale che scorre parallelo al lungomare a circa 600 metri dal lido: Fregene nord, caratterizzata dalla presenza di ville quasi esclusivamente monofamiliari circondate da grandi giardini e dalla quasi totale assenza di esercizi commerciali; Fregene centro, ove la dimensione dei lotti è mediamente meno ampia e sono presenti, oltre alle ville unifamiliari, anche ville bifamiliari e, sporadicamente, bassi edifici con più unità abitative e vi sono molti esercizi commerciali; Fregene sud, con una molto maggiore presenza, rispetto a Fregene centro, di edifici con più unità abitative (qui la densità di esercizi commerciali è minore rispetto a Fregene centro).
Nella parte più settentrionale di Fregene nord, a ridosso della spiaggia, sorge il caratteristico "Villaggio dei pescatori", nato spontaneamente con la costruzione di capanni direttamente sull’arenile da parte di pescatori alla fine della seconda guerra mondiale. A partire dagli anni cinquanta, tale area è stata trasformata abusivamente con la realizzazione di villette e piccoli fabbricati costruiti in aderenza o molto a ridosso gli uni agli altri, in modo totalmente difforme dall’impronta urbanistica che caratterizza le altre zone di Fregene.
A sud di Fregene si trova la riserva faunistica Oasi di Macchiagrande.

## Monumenti e luoghi d'interesse

### Architetture civili
- Casa Albero di Giuseppe Perugini;
- Casa del Guardiano di Pietro Aschieri.
- Villa Ciardi di  Alberto Carpiceci[7]
- Ville A. Miconi e F. Miconi di Leonato Favini[8]

## Economia

### Turismo
A partire dagli anni cinquanta del XX secolo Fregene si afferma come rinomata località turistico balneare, frequentata da personalità del mondo dello spettacolo e della cultura.
Il turismo è quasi esclusivamente estivo, essa accoglie spesso eventi e spettacoli, per lo più ospitati nella pineta monumentale; fino al 2014 ha ospitato i lavori e le premiazioni di un evento letterario, il Premio Fregene.
Durante l'anno sono meta di visitatori la villa sperimentale, dell'architetto Giuseppe Perugini e la Casa del guardiano, dell'architetto Pietro Aschieri

## Infrastrutture e trasporti
Diversamente dalle altre principali località della costa tirrenica del Lazio settentrionale, Fregene non è attraversata dalla via Aurelia, il che la preserva dal traffico automobilistico, che resta di norma poco intenso, anche grazie al ricorso prevalente da parte di residenti e villeggianti alla bicicletta per gli spostamenti. Il collegamento alla via Aurelia è garantito tramite due svincoli: Fregene-Cesano-Testa di Lepre, che è il più vicino a Roma, e Fregene, nei pressi di Torrimpietra. La località è poi raggiungibile da Roma con l'Autostrada A12 Roma-Civitavecchia attraverso le uscite di Maccarese-Fregene e Torrimpietra e dalla Via Portuense, a cui è collegata tramite via della Muratella.
Fregene è servita inoltre dalla Ferrovia Tirrenica, alla quale si accede con la locale Stazione di Maccarese-Fregene, e dalle linee bus urbane del comune di Fiumicino 020, MF e Circolare Maccarese-Fregene. I collegamenti con Roma sono invece assicurati dalla linea COTRAL Fiumicino aeroporto-Fregene-Roma Cornelia (metro A).

## Amministrazione
Fregene è stata la trentottesima zona di Roma nell'Agro romano, indicata con Z. XXXVIII, istituita con delibera del commissario straordinario n. 2453 del 13 settembre 1961 e soppressa con delibera del commissario straordinario n° 1529 dell'8 settembre 1993 a seguito dell'istituzione del comune di Fiumicino, avvenuta con legge regionale n. 25 del 6 marzo 1992.

## Sport

### Calcio
- A.S.D. Fregene Maccarese Calcio (colori sociali Bianco e Rosso).[14]
- A.C. Fregene Calcio (colori sociali Bianco e Rosso) .

Fu fondato nel 1948 ( insieme alla costruzione dello stadio “Aristide Paglialunga”) la Polisportiva Fregene che ha militato nel campionato Eccelenza e di Serie D, poi fuso con l’AS Focene Calcio e lo Sporting Città di Fiumicino ha creato l’SFF Atletico che anch’esso milito in Eccelenza e  Serie D, poi si fuse con l’Atletico Fiuggi Terme e infine si trasformò in Roma city  
Infine nell’estate 2024 i proprietari dello stabilimento Balneare “Singita” fondarono l’A.C. Fregene Calcio che gioca allo stadio “Aristide Paglialunga”   
La località di Fregene nel 1980 ospitò, dal 16 al 21 giugno, l'ultima parte del ritiro della nazionale di calcio dell'Italia durante il campionato d'Europa 1980, che venne disputato in Italia.

### Pallavolo
Le squadre di pallavolo San Giorgio Pallavolo, maschile e femminile, militano nei rispettivi campionati di Serie D. Nella stagione 2015/2016, la squadra maschile ottiene il titolo di vicecampione italiano nel campionato CSI (Centro Sportivo Italiano) Open,  essendo stata sconfitta in finale dal Cuneo. Nella stagione 2016/2017, la società festeggia i 40 anni di affiliazione FIPAV.
La San Giorgio Pallavolo ha cresciuto numerosi talenti, tra i quali Gabriele Maruotti e sua sorella Ilaria Maruotti (entrambi hanno militato in Serie A e hanno avuto presenze in nazionale).